# روبرت إي. جونسون (سياسي)
روبرت إي. جونسون (بالإنجليزية: Robert E. Johnson)‏ هو محامي وسياسي أمريكي، ولد في 9 يوليو 1909، وتوفي في 1 ديسمبر 1995. نشط حزبياً في الحزب الجمهوري. وقد انتخب عضو مجلس ولاية نيويورك.